# جريمة شرف
جرائم الشرف أو القتل بدعوى الشرف هي جريمة قتل يرتكبها غالبًا أحد الأعضاء الذكور في أسرة ما أو قريب ذكر لذات الأسرة بحق أنثى أو مجموعة إناث في ذات الأسرة. حيث يقدم الجاني على القتل لأسباب في الغالب الأعم تكون ظنّية تتعلق بشكوك حول ارتكاب الأنثى (المرأة أو البنت إلخ) فعلا مُخلَّا بالأخلاق بنظر الجاني، ويزعم مرتكبو مثل هذه الجرائم أن جريمتهم حصلت من أجل ا«الحفاظ على شرف العائلة»، أو ما يوصف في أوساط قبلية بعملية «غسل العار».

## الأسباب والخلفيات
سميت بهذا الاسم كنوع من التمييز لها عن الجرائم الأخرى، عبر ربط «الجريمة» بالسبب الذي يدعي القتلة أنهم قتلوا من أجله: «الشرف».
القتل من أجل الحفاظ على الشرف، أو القتل من أجل محو العار هو جريمة قتل يرتكبها غالبًا أحد الأعضاء الذكور في أسرة ما أو قريب ذكر لذات الأسرة بحق أنثى أو مجموعة إناث في ذات الأسرة لأن الجناة يؤمنون بأن الضحية قد جلب العار والهوان على العائلة، أو انتهك مبادئ المجتمع أو الدين، وعادة يكون القتل لأسباب مثل:
- الطلاق أو الانفصال عن الزوج.
- رفض الموافقة على زواج رُتِّب له.
- الارتباط بعلاقة غير مرضي عنها من قبل الأسرة.
- ممارسة الجنس قبل الزواج، أو خارج نطاق الزواج.
- الوقوع كضحية اغتصاب جنسي أو اعتداء جنسي.
- ارتداء ملابس تعتبر غير مناسبة (فاضحة – خادشة للحياء).
- الانضواء في علاقات جنسية ليست علاقة ذكر لأنثى (المقصود بـ Heterosexual عكس مفهوم المثلية الجنسية).
- الارتداد عن الدين.[5][6][7][8][9]

## مناهضة
أطلقت حملات كثيرة مناهضة لجرائم الشرف في العالم. بعضها محلي، وبعضها عالمي. مثل حملة في الأردن توصلت إلى تعديل المادة 340 التي تحمي القتلة بهذا العذر، وعُدِّلَت المادة التي كانت تمكن القتلة من الخلاص من العقوبة بشكل كامل في بندها الأول، وتمنح احكاما مخففة في بندها الثاني، ولا يستفيد من البندين سوى الذكور. بحيث ألغي احتمال أن يحصل القاتل على إعفاء كامل من العقوبة، ومنح الحق بالتخفيف من العقوبة للنساء أيضا في حال ارتكبن الجريمة نفسا للأسباب نفسها.
كذلك حملة في سورية أطلقها «مرصد نساء سورية»، بعنوان: " الحملة الوطنية المناهضة لجرائم الشرف في سورية" منذ 9/2005، بهدف إلغاء المادة 548 من قانون العقوبات السوري، وتعديل المادة 192 من القانون نفسه، بحيث يجري اعتبار القتلة بهذا العذر كالقتلة بأي عذر آخر، دون إمكانية الاستفادة المسبقة من القانون.

وقد أثمر عمل «مرصد نساء سورية» إخراج هذه الجرائم من مجال الصمت إلى مستوى «الرأي العام». كما أثمر اضطرار الحكومة السورية إلى الاعتراف بهذه الجرائم، وعقد مؤتمر وطني في 10/2008 بعنوان: "الملتقى الوطني حول جرائم الشرف"، وخلص إلى توصيات هامة تهدف إلى مناهضة جرائم الشرف في سورية.
في العديد من بلدان العالم الثالث هذه جرت أعمال في مناهضة هذه الجرائم. فقد قامت تركيا منذ قيام الدولة الحديثة فيها بإلغاء أية أعذار قانونية للقتلة بهذه الذريعة. كما قامت باكستان بذلك، وسوريا وتونس أيضا. بينما لا يزال القتلة يستفيدون من دعم القانون لهم سواء بشكل مباشر أو غير مباشر في بلدان كثيرة مثل أفغانستان، وإيران، واليمن، وتركيا، الصومال، السودان، مصر، الأردن، لبنان وغيرها.

## في القوانين الوطنية
في الغرب، الدولة التي ترتبط في كثير من الأحيان بجرائم الشرف والعنف المرتبط بالجنس خارج الزواج هي فرنسا بسبب وجود أقليات كبيرة من المهاجرين من بلدان شمال أفريقيا (ولا سيما من تونس والجزائر والمغرب) حيث تحدث جرائم الشرف بين هذه الأقليات، قارن استطلاع أجرته مؤسسة غالوب عام 2008 وجهات نظر الجمهور الفرنسي والألماني والبريطاني مع آراء المسلمين في فرنسا وألمانيا وبريطانيا حول عدة قضايا اجتماعية: وقالت فقط نسبة 4% من الفرنسيين إن «جرائم الشرف» مقبولة «أخلاقيا». وكانت النسبة أقل بكثير في ألمانيا حيث اعتبر فقط 1% من الجمهور الألماني أن جرائم الشرف مقبولة أخلاقياً، وأيضاً فقط 1% من الجمهور البريطاني. أمَّا بين المسلمين فنسبة 5% من المسلمين في باريس اعتبروا أن جرائم قتل الشرف مقبولة أخلاقيا، ونسبة 3% من المسلمين في برلين ونسبة 3% من المسلمين الذين يعيشون في لندن اعتبروا جرائم الشرف مقبولة من الناحية الأخلاقية.
وفقاً لتقرير مقرر الأمم المتحدة الخاص المقدم إلى الدورة الثامنة والخمسين للجنة حقوق الإنسان التابعة للأمم المتحدة في عام 2002 بشأن الممارسات الثقافية في الأسرة التي تعكس العنف ضد المرأة (E / CN.4 / 2002/83):
وأشار المقرر الخاص إلى وجود قرارات متناقضة فيما يتعلق بدفاع الشرف في البرازيل، وأن الأحكام التشريعية التي تسمح بالدفاع الجزئي أو الكامل في هذا السياق يمكن العثور عليها في قوانين العقوبات في الأرجنتين وإكوادور ومصر وغواتيمالا وإيران. إسرائيل والأردن وبيرو وسوريا وفنزويلا والسلطة الوطنية الفلسطينية.
فيما يلي الجوانب القانونية لجرائم الشرف في مختلف البلدان:
- الأردن: في السنوات الأخيرة، عدّل الأردن قوانينه التي اعتادت تقديم دفاع كامل عن جرائم الشرف.[13]
- العديد من المستعمرات الفرنسية السابقة توفر إمكانية تقليل العقوبات فيما يتعلق بجرائم العنف المتعلقة بالزنا (مستوحاة من قانون نابليون الفرنسي).[14]
- في البرازيل، لم يكن الدفاع الصريح عن القتل في حالة الزنا جزءًا من القانون الجنائي، ولكن الدفاع عن «الشرف» (وليس جزءًا من القانون الجنائي) استخدمه المحامون على نطاق واسع في مثل هذه الحالات للحصول على براءة. على الرغم من أن هذا الدفاع تم رفضه بشكل عام في الأجزاء الحديثة من البلاد (مثل المدن الكبيرة) منذ الخمسينيات، إلا أنه كان ناجحًا جدًا في المناطق الداخلية من البلاد. في عام 1991، رفضت المحكمة العليا في البرازيل صراحة دفاع «الشرف» على أنه لا أساس له في القانون البرازيلي.[15]
- هايتي: في عام 2005، تم تغيير القوانين، مما ألغى حق الزوج في إعفائه لقتل زوجته بسبب الزنا. الزنى تم أيضا تجريمه.[16][16]
- سوريا: في عام 2009، تم تعديل المادة 548 من قانون سوريا. قبل ذلك، تنازلت المادة عن أي عقوبة بحق الذكور الذين ارتكبوا جريمة قتل ضد امرأة من أفراد العائلة بسبب ممارسات جنسية غير لائقة. [305] وتنص المادة 548 على أن «من يمسك بزوجته أو أحد أصوله أو أحفاده أو أخته التي ترتكب الزنا (التلبس بالجرم) أو أفعال جنسية غير مشروعة مع شخص آخر ويقتل أو يصيب أحدهما أو كلاهما، يستفيد من عقوبة مخففة، لا ينبغي يكون أقل من عامين في السجن في حالة القتل». تنص المادة 192 على أنه يجوز للقاضي أن يختار عقوبات مخففة (مثل السجن لفترة قصيرة) إذا كان القتل قد ارتكب بنية شريفة. بالإضافة إلى ذلك، تنص المادة 242 على أنه يجوز للقاضي أن يخفض الحكم على جرائم القتل التي ارتكبت في الغضب وتسببها في عمل غير قانوني ارتكبه الضحية. في عام 2020 قام الرئيس بتغيير في قانون العقوبات السوري والتي تحمل الرقم 548 وبحسب مشروع القانون فإنه لن يكون في قانون العقوبات السوري أية مادة تخفف من عقوبة مرتكبي الجرائم التي تُعرف بـ “جرائم الشرف” بحيث أن المادة التي كانت تخفف من عقوبة مرتكب الجريمة لن تبقى وبالتالي جريمة الشرف ستخضع لقانون العقوبات كأية جريمة قتل.[17]
- تركيا: في تركيا، يُحكم على الأشخاص المدانين بهذه الجريمة بالسجن مدى الحياة.[18] هناك حالات موثقة جيداً، حيث حكمت المحاكم التركية على جميع الأسر بالسجن مدى الحياة بتهمة القتل دفاعاً عن الشرف. كان آخرها في 13 يناير 2009، حيث حكمت محكمة تركية على خمسة أعضاء من نفس العائلة الكردية بالسجن المؤبد لقتلى الشرف نايل ديداس، 16 سنة، التي حملت نتيجة الاغتصاب.[19]
- باكستان: تعرف جرائم الشرف باسم karo kari (Sindhi: ڪارو ڪاري) (الأردية: كاروكاری). من المفترض أن تتم المحاكمة في إطار القتل العادي، لكن من الناحية العملية، غالباً ما تتجاهلها الشرطة والمدعين العامين.[20] في كثير من الأحيان يجب على الرجل أن يدعي ببساطة أن القتل كان من أجل شرفه وأنه سيذهب حراً. وذكر نيلوفر بختيار، مستشار رئيس الوزراء شوكت عزيز، أنه في عام 2003، قتل ما يصل إلى 1261 امرأة في جرائم الشرف.[21] قوانين الحدود في باكستان، التي سنّها عام 1979 الحاكم العام ضياء الحق، خلقت قوانين أعادت تنظيم الحكم الباكستاني مع الشريعة الإسلامية. وكان للقانون أثر تخفيض الحماية القانونية للمرأة، لا سيما فيما يتعلق بالجنس خارج إطار الزواج. كانت النساء اللواتي وجهت اتهامات بالاغتصاب، بعد هذا القانون، مطالبين بتقديم أربعة شهود ذكور. إذا لم يتمكن من القيام بذلك، لا يمكن مقاضاة الاغتصاب المزعوم في المحاكم. ولأن المرأة اعترفت بالجنس خارج إطار الزواج، فيمكن معاقبة المرأة لممارسة الجنس خارج إطار الزواج، وهي عقوبة تتراوح بين الرجم والجلد. هذا القانون جعل الأمر أكثر خطورة على النساء للتقدم بتهم الاغتصاب. في عام 2006، عدّل مشروع قانون حماية المرأة هذه الأوامر الحدودية بإزالة أربعة شهود من الذكور كشرط لمزاعم الاغتصاب.[22] في 8 ديسمبر / كانون الأول 2004، وفي ظل ضغوط دولية ومحلية، سنت باكستان قانوناً يجعل من جرائم الشرف جرائم يعاقب عليها بالسجن لمدة سبع سنوات، أو بعقوبة الإعدام في أكثر الحالات تطرفاً.[23] في عام 2016، ألغت باكستان الثغرة التي سمحت لمرتكبي جرائم الشرف بتجنب العقاب عن طريق طلب المغفرة للجريمة من أحد أفراد العائلة الآخرين، وبالتالي تم العفو عنهم قانونًا.[24]
- مصر: يتضمن عدد من الدراسات حول جرائم الشرف من قبل مركز القانون الإسلامي والشرق أوسطي، في كلية الدراسات الشرقية والأفريقية في لندن، دراسة حول النظام القانوني في مصر، مع ملاحظة التحيز ضد المرأة لصالح الرجال بشكل عام، وعلى وجه الخصوص المادة 17 من قانون العقوبات المصري: السلطة التقديرية للسماح بتخفيف العقوبة في ظروف معينة، وغالبا ما تستخدم في قضية جرائم الشرف.[25]

## دول معينة

### العراق
في عام 2008، ذكرت بعثة الأمم المتحدة لمساعدة العراق (UNAMI) أن جرائم الشرف تعتبر مشكلة كبيرة في العراق، وأنها موثقة جيدا بالأخص في كردستان العراق.
هناك تقديرات متضاربة حول عدد جرائم الشرف في كردستان العراق حيث أصدرت منظمة المرأة الحرة في كردستان (FWOK) بياناً في اليوم العالمي للمرأة عام 2015 تشير إلى أن «6,082 امرأة قُتلن أو أُجبرن على الانتحار خلال العام الماضي في كردستان العراق، وهو ما يعادل تقريباً عدد شهداء البيشمركة الذين قاتلوا داعش،» وأن عدداً كبيراً من النساء كن ضحايا جرائم الشرف أو الانتحار القسري عن طريق التضحية بالنفس أو شنقاً. طبقاً لمجلة Zhin Woman، التي نُشرت في ديسمبر 2015 في السليمانية، في الفترة من يناير إلى أغسطس 2015 في المحافظات الكردية الرئيسية الثلاث: السليمانية وأربيل ودهوك، كان هناك 122 حالة قتل بدافع الشرف و124 حالة انتحار نسائي. وفقًا للمديرية العامة لمكافحة العنف المرتكب ضد المرأة بوزارة الداخلية في حكومة إقليم كردستان، فإن 14 امرأة فقط وقعن ضحايا جرائم الشرف «المزعومة»
في عام 2017. تشير التقارير إلى أن هذه الممارسة في انخفاض بسبب ازدياد أعداد منظمات حقوق المرأة والمبادرات الحكومية. يتم الإبلاغ عن حوالي 500 جريمة قتل سنوياً في مستشفيات كردستان العراق، على الرغم من أن الأرقام الحقيقية قد تكون أعلى. هناك تكهنات بأنه في محافظة أربيل هناك جريمة شرف واحدة في كل يوم. ذكرت بعثة الأمم المتحدة لمساعدة العراق (يونامي) أن 534 جريمة قتل على الأقل وقعت بين يناير وأبريل 2006 في المحافظات الكردية. يُزعم أن العديد من الوفيات يتم الإبلاغ عنها كـ "حالات انتحار الإناث" من أجل إخفاء الجرائم المتعلقة بالشرف. أدعى أسو كمال من شبكة دعاء لمناهضة العنف أنهم قد قدّروا أن هناك أكثر من 12000 جريمة قتل بدافع الشرف في كردستان العراق من 1991 إلى 2007. وقال أيضاً أن الأرقام الحكومية أقل بكثير، وتظهر انخفاضاً في السنوات الأخيرة، ويفرض القانون الكردي منذ عام 2008 معاملة جريمة الشرف مثل أي جريمة قتل أخرى. ازدادت جرائم الشرف وغيرها من أشكال العنف ضد المرأة منذ إنشاء كردستان العراق، "وادعى كل من الحزب الديمقراطي الكردستاني والاتحاد الوطني الكردستاني أن اضطهاد المرأة بما في ذلك" جرائم الشرف " هي جزء من الثقافة القبلية والإسلامية الكردية.
قُتل ما يصل إلى 133 امرأة في مدينة البصرة وحدها في عام 2006. 79 امرأة  قُتلن بسبب انتهاك «التعاليم الإسلامية» و47 لشرف وفقًا لشبكة الأنباء الإنسانية. تقول منظمة العفو الدولية إن الجماعات المسلحة، وليس الحكومة، تقتل أيضاً النساء الناشطات سياسياً وأولئك الذين لا يتبعون قواعد صارمة في اللباس، وكذلك النساء اللائي يُنظر إليهن على أنهن مدافعات عن حقوق الإنسان. دعاء خليل أسود البالغة من العمر 17 عاماً، وهي فتاة عراقية من الديانة اليزيدية، رُجمت حتى الموت أمام حشد من حوالي 2000 رجل في عام 2007، لأنها كانت تخطط لاعتناق الإسلام. وتم نشر شريط فيديو للحادث الوحشي على شبكة الإنترنت. وفقاً للحشد، فهي قد «جلبت العار لنفسها ولعائلتها» لعدم العودة إلى ديارها في إحدى الليالي وكانت هناك شكوك حول اعتناقها الإسلام لتتزوج من صديقها الذي كان يختبئ خوفاً من سلامته.

### فلسطين
وفقا لتقديرات اليونيسف في عام 1999، فإن ثلثي جرائم القتل التي ترتكب في الأراضي الفلسطينية من المحتمل أن تكون جرائم شرف.
جدير بالذكر أن القانون الفلسطيني كان يتيح تخفيف العقوبة عن الرجال المتهمين بالقتل دفاعًا عن الشرف. حيث نصت المادة 99 (من قانون العقوبات الأردني رقم 16 لسنة 1966 المطبق في الضفة لغربية) على: "يمنح القانون القضاة القدرة على تخفيض الأحكام، وذلك بما يسمى بالأعذار المخففة“ وأصدر الرئيس محمود عباس مرسومًا رئاسيًا في مايو 2014 ألغى بموجبه العذر المخفف لقضايا القتل على خلفية الشرف.
أفادت اللجنة الفلسطينية المستقلة لحقوق الإنسان بمقتل 29 امرأة في الفترة من 2007 إلى 2010. بينما قُتلت 13 امرأة في عام 2011 و12 في الأشهر السبعة الأولى من عام 2012. وفقًا لتقرير من وزارة شؤون المرأة بالسلطة الفلسطينية، ارتفع معدل «جرائم الشرف» بنسبة 100٪ في عام 2013، ليصل عددها إلى جريمة.
 فاتن حبش 
في عام 2005، قيل أن فاتن حبش، البالغة من العمر 22 عامًا، وهي مسيحية من الضفة الغربية قد اساءت لشرف عائلتها عندما وقعت في حب شاب مسلم يدعى سامر. بعد محاولاتهما الفاشلة للهروب إلى الأردن، غضبت أسرة الفتاة وعرضت عليها إما الزواج من ابن عمها أو أن تصبح راهبة في روما لكن الفتاة رفضت الخيارين. أمضت حبش فترة من الوقت في المستشفى تتعافى من كسر في الحوض وإصابات أخرى عديدة نتيجة تعرضها للضرب سابقًا من قِبل والدها وأفراد أسرتها الآخرين. خوفًا من تعرضها للضرب مرة أخرى بعد خروجها من المستشفى، تقربت فاتن من قبيلة بدوية قوية أخذتها تحت رعايتها. مع بكاء والدها وتعهده بأنه لن يؤذيها، عادت إليه ليقوم بعد أيام بضربها حتى الموت باستخدام قضيب حديدي.
إسراء غريب
في 22 أغسطس 2019 أعلنت الشرطة الفلسطينية في بيان لها وفاة فتاة تدعى إسراء غريب تبلغ من العمر 21 عامُا من سكان بيت ساحور. وقد أثارت ملابسات الحادث جدلاً واسعًا على وسائل التواصل الاجتماعي حول إمكانية أن تكون الفتاة قد تعرضت لجريمة شرف. وبدأ أشخاص ينشرون تفاصيل إضافية للواقعة فيها أنّ إسراء كانت مخطوبة لشاب وخرجت معه بعلم والدتها ونشرت فيديو لهما على موقع إنستغرام.
أكد أصدقاء إسراء أن المقطع أثار غضب ابنة عمها فقامت بالوشاية بها مما دفع أشقاؤها إلى تعنيفها أشقائها معتبرين أنها «جلبت العار» للعائلة بظهورها مع خطيبها في مكان عام قبل أن يتم الزواج رسميًا.
في 8 أغسطس 2019، نُقِلت إسراء إلى مستشفى بيت جالا لإصابتها بكسر في العمود الفقري إثر وقوعها من شرفة غرفتها ونشرت إسراء صورًا لها من المستشفى. عادت إسراء إلى بيتها على مسؤولية أسرتها. وبعد أيام قليلة أُعلِن عن وفاتها. وقد تم تداول مقطع فيديو قامت بتسريبه إحدى الممرضات ويُظهِر صوت صراخ إسراء إثر تعرضها للضرب مرة ثانية خلال تواجدها بالمستشفى.
في حديث إلى الصحافة، زعم زوج شقيقة إسراء، أنها كانت مصابة بما أسماه «جن عاشق» كما قال أنه فور استيقاظها في المستشفى، بدأت إسراء تصرخ لأن كانت خائفة من الحقن والأدوية، لذلك ادعت أنهم تعدوا عليها بالضرب واستنجدت بالشرطة. وبخصوص إصابتها، أكد أنها هي من ألقت بنفسها من شرفة غرفتها.
أعلنت النيابة العامة الفلسطينية في بيان لها يوم الخميس الموافق 5 سبتمبر إلقاء القبض على 3 أشخاص من المشتبه بهم في قضية مقتل إسراء غريب للتحقيق معهم.
يوم السبت الموافق 31 أغسطس، تم تنظيم وقفة احتجاجية أمام مجلس الوزراء في رام الله وكذلك في مسقط رأس إسراء بمدينة بيت لحم للتنديد بالجريمة وبجرائم الشرف بوجه عام وللمطالبة بمحاسبة المتورطين. وعلى الإنترنت، أطلق وسم #كلنا_إسراء_غريب.

### إسرائيل
في إسرائيل، ترتبط جرائم القتل بحجة الشرف عادةً بالمجتمع العربي. وبينما لا توجد إحصائيات موثوقة حول انتشار جرائم القتل بحجة الشرف في إسرائيل،أظهرت المعطيات بحسب جمعية الجليل، ركاز – العنف والعلاقات الأسرية، بأن مجمل نسبة النساء اللواتي تعرضن لأحد أنواع العنف في السنة الأخيرة للمسح على أشكاله المختلفة قد بلغت 30.4 بالمئة. ومع ذلك فيعتقد عمومًا أنها تحدث بشكل أكبر مما يتم الإبلاغ عنه بسبب الصورة النمطية الملتصقة بهذه الجرائم. وقد اتخذت الحكومة الإسرائيلية خطوات لمعالجة مسألة جرائم الشرف، مثل إقرار قوانين التي تفرض عقوبات أشد على هذه الجرائم. ومع ذلك، فإن هذه التشريعات غير كافية لأنه المشكلة لا تزال قائمة وتشكل تهديدًا على سلامة النساء في المجتمع العربي.

#### الأسباب والعوامل
تعود ظاهرة جرائم الشرف في المجتمع العربي في فلسطين إلى عدة عوامل. واحدة من أهم هذه العوامل هي الهيكل الاجتماعي الذي يفضل شرف الذكور و الأدوار الجندرية التقليدية. فالنساء غالبًا ما يُنظر إليهن على أنهن ملكية يجب السيطرة عليهن من قبل الرجال، ويمكن اعتبار أي عصيان أو انتهاك للمعايير التقليدية بمثابة إهانة لشرف العائلة. بالإضافة إلى ذلك، يزيد الفقر ونقص التعليم والعزلة الاجتماعية من حدة المشكلة. فكثير من النساء في المجتمع العربي في إسرائيل يواجهن عقبات كبيرة في التعليم والتوظيف، مما يقيد فرصهن ويتركهن معتمدات ماديًا على أسرهن. وهذا الاعتماد يمكن أن يجعل من الصعب عليهن مغادرة الأوضاع العنيفة أو البحث عن المساعدة. ومن  الجدير بالذكر أن سياسات إسرائيل التمييزية، مثل الفرص الاقتصادية المحدودة والعزلة الاجتماعية الممنهجة الناتجة عن قوانين وتوجهات سياسية، تسهم في هذه العوامل.

#### الجهود المبذولة لمكافحة جرائم الشرف
تعمل العديد من المنظمات والأفراد في إسرائيل على مكافحة مشكلة جرائم الشرف. وتشمل بعض هذه الجهود توفير الدعم والمأوى للنساء المعرضات للخطر، ورفع الوعي حول هذه المسألة من خلال حملات التوعية والإعلام، والدعوة إلى إصلاحات قانونية تحمي النساء بشكل أفضل من جرائم الشرف. على سبيل المثال، تقدم منظمة "إيتاخ-مَعَكِ: محاميات النساء من أجل العدالة الاجتماعية  " المساعدة القانونية للنساء المتعرضات للعنف والتمييز، بما في ذلك جرائم الشرف. بالإضافة إلى ذلك، أنشأت الحكومة الإسرائيلية وحدة شرطة خاصة للتحقيق في حالات العنف ضد النساء، بما في ذلك جرائم الشرف. ومع ذلك، يتعين على المزيد من العمل لمعالجة الأسباب الجذرية لجرائم الشرف وضمان سلامة وحماية النساء في المجتمع العربي في إسرائيل من العنف.

## وصلات خارجية
- مرصد نساء سورية
- الحملة الوطنية المناهضة لجرائم الشرف في سورية
- المادتين 548 و192 (البند الثالث) من قانون العقوبات السوري.
- تعديل قوانين فلسطينية متعلقة بـ«جرائم الشرف»
- جرائم الشرف في الأردن.. مطالبات دولية بتعديل القانون